# Kuznetsov NK-12

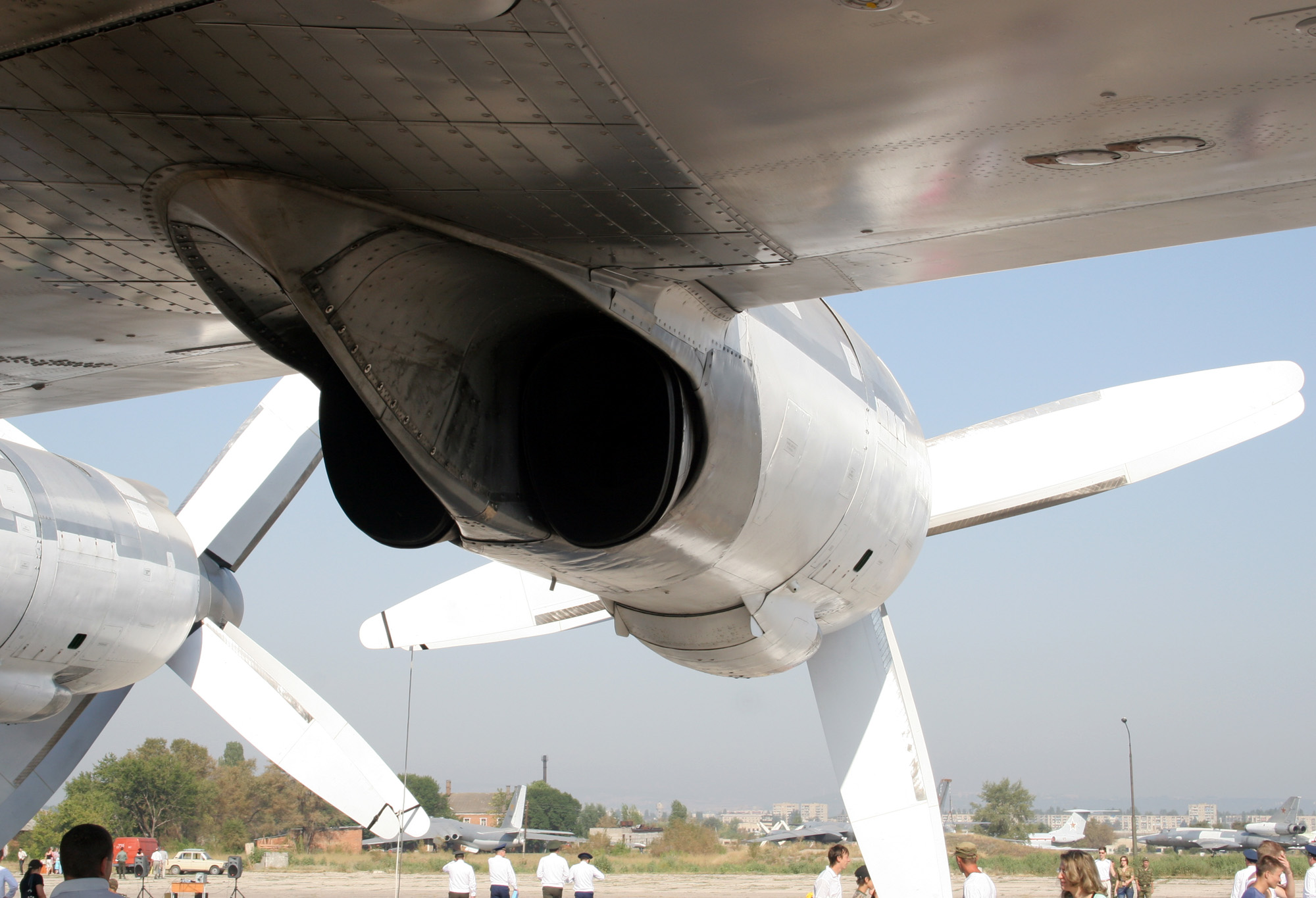
Las toberas de salida de un NK-12 en un nacela exterior de un TU-95

El Kuznetsov NK-12 es un motor turbohélice de la década de 1950 diseñado por la Oficina de Diseño Kuznetsov. Este motor impulsa hélices contrarrotatorias de cuatro palas (siendo dos hélices por juego con un total de ocho palas), midiendo 5,6 metros de diámetro (siendo 6,2 metros en los modelos NK-12MA y NK-12 MV). Es el motor turbohélice más potente jamás construido, seguido del Progress D-27 y del Europrop TP400.

## Diseño y desarrollo
El diseño que con el tiempo se convirtió en el motor turbohélice NK 12 fue desarrollado después de la Segunda Guerra Mundial por un equipo de ingenieros alemanes deportados, bajo el liderazgo de Ferdinand Brandner quien había trabajado anteriormente para Junkers. Así, el diseño del NK 12 evolucionó a partir de estudios alemanes sobre las turbohélices realizados a finales de la guerra. La historia del NK 12 se inicia con el mejoramiento durante la postguerra del diseño del motor turbohélice Jumo 022 creado durante la guerra, que era capaz de generar 4410 kW al eje (6000 hp), en un motor de 3000 kilos. El esfuerzo continuó con un motor generando 3675 kW (5000 hp) con un peso de 1700 kilos, completado en el año 1947. La evolución para llegar al motor TV-12 de 8820 kW (12.000 hp) exigió el uso extensivo de nuevas aleaciones desarrollados por los soviéticos y fue completado en el año 1951.
El NK-12M desarrollaba 8948 kW (12.000 hp), que se mejoró en el NK-12MV a 11.033 kW (14.795 hp) y alcanzando 11.185 kW (15.000 hp) en el NK-12MA. El NK-12 aún es el motor turbohélice más poderoso construido. Sólo recientemente el Progress D-27 y el Europrop TP400 se le acercan algo. Este motor es usado en el bombardero Túpolev Tu-95 y sus descendientes como el avión de patrulla marítimaTu-142 y el avión comercial Túpolev Tu-114 (equipado con el NK-12MV), que aún es el avión a hélice más rápido del mundo. También está instalado en el Antonov An-22 Antheus (el modelo NK-12MA), el avión más grande del mundo de su época, y varios tipos de embarcaciones de asalto anfibio tales como el "ekranoplano" A-90 Orlyonok y el LCAC de la clase Zubr.
El motor tiene un compresor de flujo axial de 14 etapas, que produce proporciones de compresión entre 9:1 a 13:1 dependiendo de la altitud, también es controlado por paletas de guía de entrada variable y válvulas de soplado. El sistema de combustión usado es del tipo canular: cada tubo de encendido está montado centralmente en un inyector de flujo inverso que finaliza en una región anular secundaria. Las hélices contrarrotatorias y el compresor son impulsados por una turbina axial de cinco etapas. La masa del flujo es de 65 kilos por segundo.

## Aplicaciones
- A-90 Orlyonok
- LCAC clase Zubr
- Antonov An-22
- Túpolev Tu-95
- Túpolev Tu-142
- Túpolev Tu-114

## Especificaciones
Características generales
- Tipo: turbopropulsión
- Largo: 4,8 m[2]
- Diámetro: 1,2 m[2]
- Peso seco: 2900 kg (para el NK-12MV)

Componentes
- Compresor: flujo axial, 14 etapas[2]
- Turbina: 5 etapas[2]

Desempeño
- Potencia máxima de salida: 11.033 kW (14.795 eho), para el NK-12MV
- Relación de presión total: 9,5[2]
- Temperatura de ingreso a la turbina: 1250K[2]
- Consumo específico de combustible: 0,360 lb/shp-hr[3] 0,219 kg/kW-hr para el NK-12MA y el NK-12MV
- Relación potencia a peso: 3,7 kW/kg (2,3 hp/lb), para el NK-12MV